# Tina Charles (baloncestista)
Tina Charles (5 de diciembre de 1988, Queens, Nueva York) es una jugadora de baloncesto estadounidense.

## High school
Charles jugó baloncesto en Christ the King High School en Middle Village, Nueva York. Después de un promedio de 26.5 puntos, 14.8 rebotes y 5.2 bloqueos por partido en su último año, fue nombrada Jugadora Nacional de la WBCA del Año, "Miss Basketball" para el estado de Nueva York, y fue seleccionada como McDonald’s All-American y en la Ciudad de Nueva York jugadora del Año por el diario Newsday, el Daily News y el New York Post. Charles fue la máxima anotadora en el equipo de Christ the King donde ganó 57 juegos consecutivos, lo que la lleva a ser # 1 del ranking en el país después de un invicto en la temporada de 2006. Charles fue nombrada WBCA All-American. Participó en la WBCA High School All-America Game 2006, donde anotó quince puntos y doce rebotes. Charles fue nombrada la Jugadora Más Valiosa del equipo Rojo. Durante la escuela secundaria, Charles también jugó en el club AAU equipo de baloncesto de los New York Gazelles.

## College
En 2009, Charles llevó a los UConn Huskies a un título nacional como junior. Fue nombrada Final Four MOP y una de las 10 jugadoras en el equipo de State Farm All-America durante la Final Four de fin de semana. Charles hizo un comentario a ESPN durante una entrevista posterior al campeonato, en lo que respecta a la tradición de los campeones deportivos que visitan la Casa Blanca después de sus victorias en juego por el título. Ella dijo: "Barack Obama, que estará aquí pronto!" y después del campeonato de 2010 ella hizo un comentario, "Presidente Barack Obama, estamos de vuelta!"

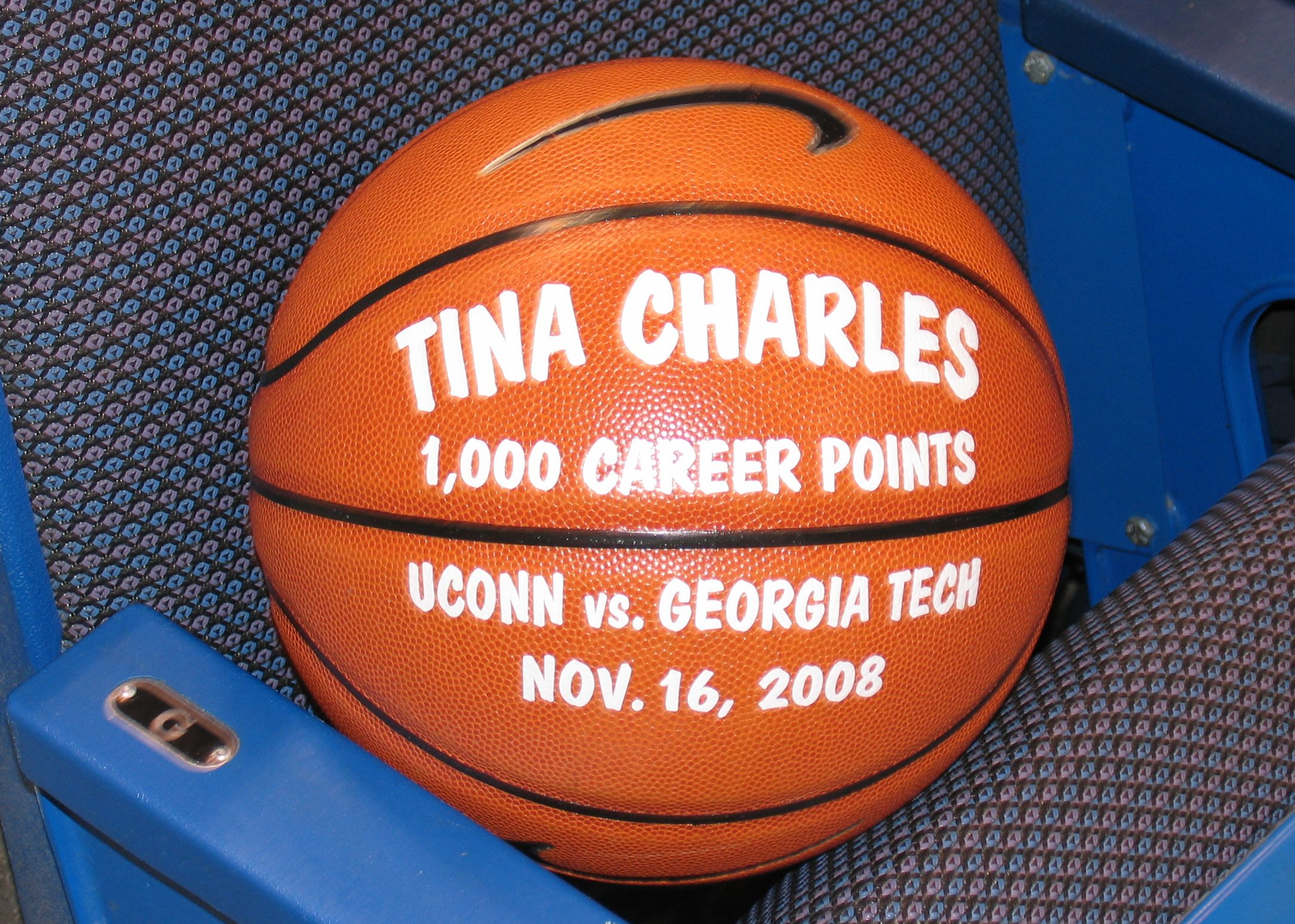
Bola Conmemorativa por los 1000 puntos.

El 13 de febrero de 2010, antes del partido frente a St. John's, Charles se convirtió en la jugadora de baloncesto femenino de UConn 12 al ser reconocida en los Huskies of Honor y fue la segunda jugadora en ser honrada cuando todavía era una jugadora. La primera fue Renee Montgomery el año anterior.
El 1 de marzo de 2010, durante un partido contra Notre Dame, Charles rompió dos récords de UConn en la misma noche. Su quinto rebote la hizo la reboteadora líder de todos los tiempos en la Universidad de Connecticut, superando a la quinceañera Rebecca Lobo con récord de 1268. Lobo estaba presente trabajando como comentarista de ESPN, y entrevistó a Charles después del partido. Además, Charles empezó la noche en el tercer lugar en la carrera de puntuación, detrás de Kerry Bascom y Nykesha Sales. Sales había anotado 2.178 puntos y Bascom 2.177 en sus carreras. Durante el juego, Charles superó tanto a convertirse en la máxima anotadora en la historia de la Universidad de Connecticut.
Charles fue nombrada Jugadora de la Conferencia Big East del Año 2010.
Charles se especializa en psicología con especialización en justicia penal. Ella anticipa trabajar en las correcciones en el cierre de su carrera del baloncesto. En 2010, gastaba seis horas por semana como interna en la Bergin Correctional Institution, para ayudar a los presos ajustarse a la vida en sociedad.

## WNBA

### Connecticut Sun
Charles inició su carrera en la WNBA tras ser elegida #1 en el draft de 2010. Fue seleccionada por el Connecticut Sun. 
Fue nombrada Rookie of the Year (Novata del Año) 2010 de la WNBA. En su primera temporada, estableció récords de todos los tiempos de la liga en rebotes, con 398 (un récord que Jonquel Jones rompió desde entonces en 2017) y dobles-dobles (tanto anotaciones como rebotes en dos dígitos), con 22 
En 2012 fue nombrada MVP 2012 de la WNBA. 

### New York Liberty
En las semanas previas al draft de la WNBA 2014, circularon rumores de que Charles podría ser transferida, por lo que el Sun podría obtener más selecciones. Justo antes del draft, Charles fue contratada por el New York Liberty a cambio de Kelsey Bone.
En 2016, Charles tuvo la mejor temporada de su carrera, con un promedio de 21.5 puntos por juego, el más alto de su carrera, mientras disparaba 43.9% desde el campo y 81.2% desde la línea de tiros libres. Su promedio de anotaciones estaba empatado con Elena Delle Donne, pero lideró la liga en puntos totales anotados, lo que le permitió reclamar el título de anotación.
En 2018, Charles volvió a firmar con Liberty.
El 4 de junio de 2019, Charles se convirtió en la mayor anotadora de todos los tiempos del Liberty después de una bandeja al final del último cuarto en una derrota por 78-73 ante Los Angeles Sparks.

### Washington Mystics
El 15 de abril de 2020 Charles fue transferida a Washington Mystics, pero optó por no jugar la temporada por temor a la pandemia originada por el COVID-19. La jugadora argumentó que tenía asma extrínseca, que afecta su sistema inmunológico y la pone en alto riesgo en caso de contraer el COVID-19.
En 2021 volvió a la actividad, logrando convertirse en la mejor anotadora de la temporada.